# Warschauer Strasse
Warschauer Strasse er en af de vigtigere gader i bydelen Friedrichshain-Kreuzberg i Berlin, Tyskland. Gaden strækker sig over 1,6 km. fra Oberbaumbrücke i syd til Karl-Marx-Allee og Frankfurter Tor i nord. Den har sit navn efter hovedstaden i Polen, Warszawa, som på tysk hedder Warschau.
Området rummer bl.a. en større U-Bahn- og S-Bahn-station, Bahnhof Warschauer Strasse, ligesom East Side Gallery ligger i nærheden.
52°30′33″N 13°27′05″Ø / 52.5092°N 13.4514°Ø